# Abraxas nigroradiata
Abraxas nigroradiata är en fjärilsart som beskrevs av Hans Rebel 1904. Abraxas nigroradiata ingår i släktet Abraxas och familjen mätare. Inga underarter finns listade i Catalogue of Life.